# 百子莲亚科
百子莲亞科，屬石蒜科，只有一属—百子莲属（Agapanthus L'Hér.）约十几种，原生于南非，作为观赏花卉被各地引种，都叫做百子莲。
本属植物在克朗奎斯特分类法中被分入百合科，有的分类法将其分入石蒜科在1998年根据基因亲缘关系分类的APG 分类法将其单独类为一个科，属于天门冬目，2003年经过修订的APG II 分类法认为百子莲科可以选择和葱科及石蒜科合并。2009年最新的APG III 分类法認為應併入石蒜科，成為石蒜科旗下的一個亞科。